# دافي تشو
دافي تشو (بالفرنسية: Davy Chou)‏ هو كاتب سيناريو ومنتج أفلام فرنسي، ولد في 13 أغسطس 1983 في ورود فونتيناي أوكس في فرنسا.

## وصلات خارجية
- دافي تشو على موقع IMDb (الإنجليزية)
- دافي تشو على موقع ألو سيني (الفرنسية)
- دافي تشو على موقع أول موفي (الإنجليزية)
- دافي تشو على موقع قاعدة بيانات الفيلم (الإنجليزية)
- دافي تشو على موقع كينوبويسك (الروسية)